# Holly Aitchison
Holly Nielle Aitchison (Southport, 13 settembre 1997), tre quarti centro del Bristol e internazionale inglese sia nel rugby a VII che nel XV, nonché rappresentante la Gran Bretagna nel rugby a VII olimpico.

## Biografia
Nativa di Southport e cresciuta nella vicina Liverpool, si formò rugbisticamente tra Waterloo e Liverpool St. Helen, due club dell'area metropolitana del Merseyside; nel 2016 fu dirottata dalla Rugby Football Union al rugby a VII e inserita nel programma olimpico per il torneo di Tokyo nel 2020, che a causa della pandemia di COVID-19 slittò in avanti di un anno.
Con la squadra britannica giunse fino alla semifinale, poi persa contro la Francia, e nella finale per il bronzo olimpico fu battuta da Figi.
Tornata al XV, entrò nei Saracens nel 2020 e debuttò in nazionale maggiore a XV nell'ottobre 2021 in occasione di un test match contro la Nuova Zelanda.
Nel 2022 fu tra le convocate alla Coppa del Mondo 2021 tenutasi con un anno di posticipo rispetto alla data prevista, a causa della pandemia di COVID-19: con la squadra inglese giunse fino alla finale, persa contro le padrone di casa della Nuova Zelanda.
Da luglio 2023 milita nella sezione femminile del Bristol.

### Vita privata
Holly Aitchison  dichiaratamente omosessuale; è sentimentalmente legata con la compagna di squadra a Bristol, e anch'essa internazionale inglese, Hannah Botterman.